# Callum McManaman
Callum McManaman (Whiston, 25 aprile 1991) è un calciatore inglese, centrocampista o ala del Wigan.
È primatista di presenze (6) con la maglia del Wigan nelle competizioni calcistiche europee.

## Carriera

### Club
Ha giocato nella prima e nella seconda divisione inglese e nella prima divisione australiana.

### Nazionale
Nel 2011 ha partecipato ai Mondiali Under-20.

## Palmarès

### Club

#### Competizioni nazionali
- Coppa d'Inghilterra: 1

Wigan: 2012-2013